# Łuna 6
Łuna 6 – jedna z bezzałogowych sond kosmicznych radzieckiego programu Łuna. Została wystrzelona 8 czerwca 1965 w kierunku Księżyca z kosmodromu Bajkonur w Kazachstanie. Celem sondy było lądowanie na powierzchni Księżyca, ale w wyniku błędu w czasie korekty trajektorii lotu, minęła Księżyc o 159 612,8 km.
Była to dziewiąta próba miękkiego lądowania na powierzchni Księżyca, podejmowana przez radziecki program kosmiczny. Konstrukcja i wyposażenie były podobne do Łuny 5. 
Wieloczłonowa rakieta nośna wprawiła sondę najpierw w bliskoziemski ruch satelitarny, a później uruchomiono silnik ostatniego członu rakiety i sonda odleciała w kierunku orbity Księżyca. W czasie lotu ku Księżycowi urządzenia naukowe, pomiarowe i telemetryczne sondy były włączane i wyłączane automatycznie oraz na sygnał radiowy z Ziemi, a stacje obserwacyjne na terytorium ZSRR śledziły jej lot i odbierały sygnały z sondy. W dniach 8 i 9 czerwca łączono się z sondą 12 razy, a wszystkie urządzenia działały normalnie. W dniu 9 czerwca w godzinach wieczornych wysłano sygnały radiowe, które uruchomiły urządzenia sterujące sondy i odpowiednio ją zorientowały, a następnie uruchomiły silnik sondy w celu dokładnego skierowania jej w planowanym kierunku. Silnika nie udało się jednak wyłączyć, na skutek czego przestał pracować dopiero po całkowitym zużyciu paliwa rakietowego. Powstałe odchylenia okazały się niemożliwe do skorygowania, a kierunek lotu sondy zmienił się tak bardzo, że aparat minął Księżyc w odległości 160 tys. km, zamiast znaleźć się wieczorem 11 czerwca w jego pobliżu i łagodnie na nim wylądować. Późniejsze dochodzenie wykazało, że powodem tego był błąd człowieka.
Mimo że tor lotu sondy był zupełnie inny od zaplanowanego, kontrola naziemna postanowiła wykorzystać sondę do przeprowadzenia symulacji elementów podejścia do lądowania. Próby te zakończyły się sukcesem.
Łuna 6 minęła Księżyc 11 czerwca 1965 roku i weszła na orbitę heliocentryczną. Kontakt z sondą udało się utrzymać do odległości 600 tys. km od Ziemi.